# أوتو هيلر (لاعب هوكي جليد)
أوتو هيلر هو لاعب هوكي جليد سويسري، (ولد في سويسرا 1914  م).

## وصلات خارجية
- أوتو هيلر على موقع EliteProspects.com (الإنجليزية)
- أوتو هيلر على موقع أوليمبيديا (الإنجليزية)